# Kew Bulletin

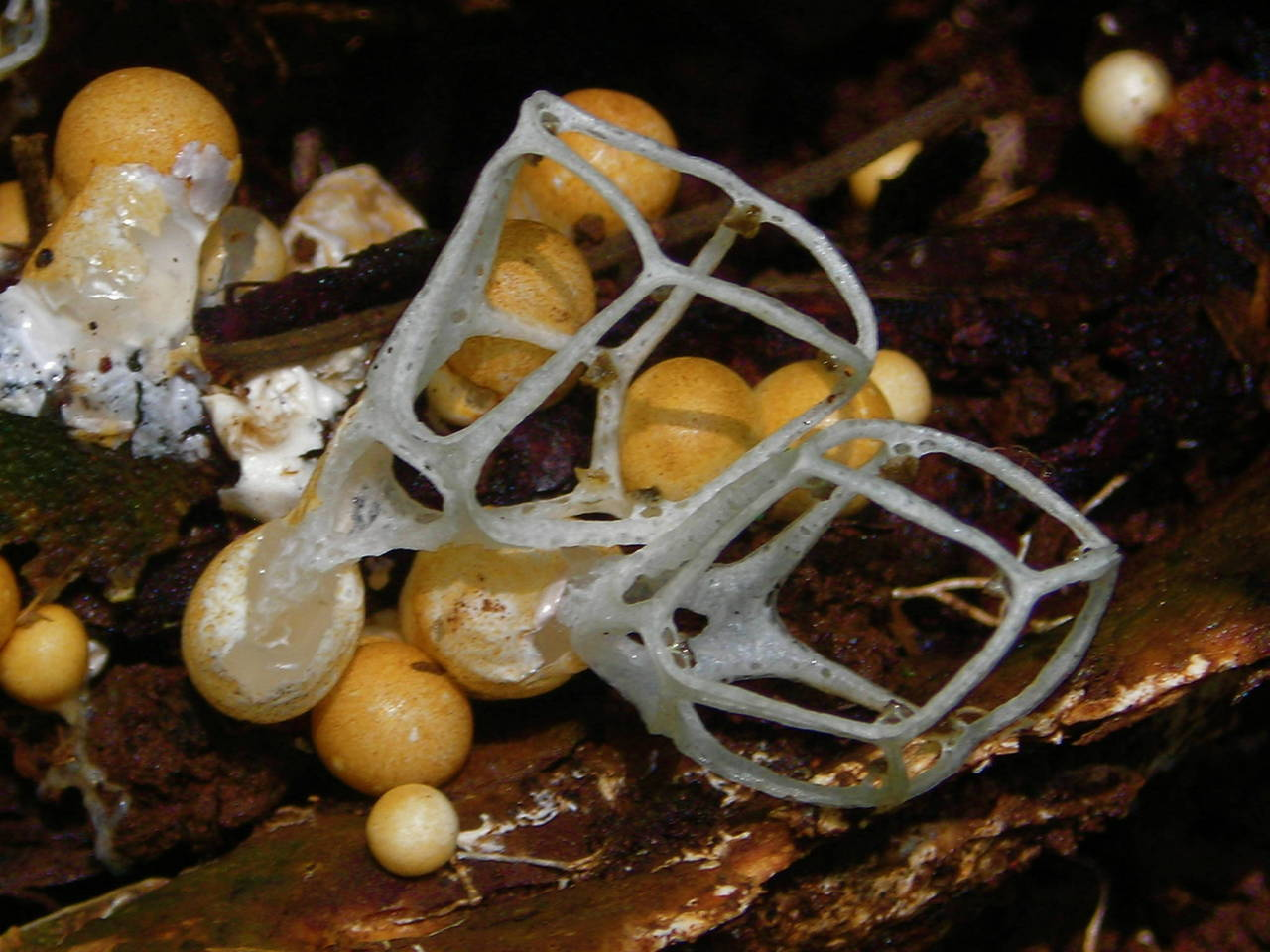
Jedna z ilustracji opublikowanych w czasopiśmie

Kew Bulletin (w skrócie Kew Bull.) – międzynarodowe, recenzowane czasopismo wydawane przez Kew Gardens w Londynie. Poświęcone jest taksonomii, systematyce i ochronie roślin naczyniowych i grzybów. Publikowane w nim są artykuły z zakresu ochrony przyrody, ewolucji, palinologii, cytologii, morfologii, biogeografii i fitochemii, tam gdzie jest to istotne z punktu widzenia taksonomii i systematyki organizmów. Do publikacji dopuszczane są prace o tematyce zgodnej ze specyfiką czasopisma. Czasopismo jest bogato ilustrowane rysunkami i fotografiami, a także zawiera dział „Recenzje książek” i „Uwagi”.
Artykuły publikowane są w języku angielskim w dwóch wersjach: płatnej i bezpłatnej, udostępnionej publicznie (open acess). W tym drugim przypadku opłatę za publikację ponosi autor artykułu lub fundator. Kew Bulletin dokłada wiele starań, aby stać się czasopismem w pełni otwartym dostępem. Zwiększa się liczbę artykułów publikowanych w otwartym dostępie, a ostatecznym celem będzie stanie się czasopismem w pełni otwartym dostępem.